# 岗子乡
岗子乡，是中华人民共和国内蒙古自治区赤峰市松山区下辖的一个乡镇级行政单位。

## 行政区划
岗子乡下辖以下地区：
岗子村、红庙子村、四大家村、上芥菜沟村、新窝铺村、水泉沟村、牌鹿沟村、大六份村、北地村、小六份村、花合硕村、大于家营子村和高峰村。